# Cserszkij-hegyvonulat
A Cserszkij-hegyvonulat (avagy Cserszkij-hegység, oroszul хребет Черского [hrebet Cserszkovo]) hegység Oroszországban, a Bajkálontúl központi részén. Közigazgatásilag a Bajkálontúli határterülethez tartozik. 
Szibéria 19. századi kutatójáról, I. Gy. Cserszkijről nevezték el; régi neve: Alentuji-hegység (Alentujszkij hrebet).

## Elhelyezkedése
A Jablonovij-hegyvonulattal nagyjából párhuzamosan, 650 km hosszan terül el. (A Nagy szovjet enciklopédia szócikke szerint 400 km). Délnyugaton az Ingoda felső folyásától (az Usmun mellékfolyótól) északkeleten a Nyercsa (a Silka mellékfolyója) felső folyásáig terjed.
Délnyugati része az Ingoda jobb partja mentén nyúlik el, de lejjebb a folyó délkeletnek fordul és átvágja magát a hegyeken. Onnantól a hegyvonulat északkeleti része a Karenga (a Vityim mellékfolyója) jobb partja mentén húzódik, és gerincén vezet a Jeges-tenger és a Csendes-óceán vízválasztója.
Hegyei középhegységek, 1000–1400 m-re emelkedő tetőkkel. Legmagasabb hegye a Csingikan (1644 m). Növényzetét zömmel hegyi tajga jellemzi, nagyobb magasságokban az erdő megritkul. A legmagasabb tetőket gyér növényzet fedi.
Folytatása északkeleten az Oljokma-hegylánc (Oljokminszkij Sztanovik). A Cserszkijtől délre, délkeletre fekszik a Daur-hegység és még délebbre a Mogojtuj-hegység.